# Танзиля
Танзиля´, Танзила (араб. تنزيلة‎ — ниспослание свыше, ниспосланная) — женское имя арабского происхождения, в переводе с арабского означает «ниспосланная свыше». Распространено у многих народов, исповедующих ислам.